# Mecklenburghaus

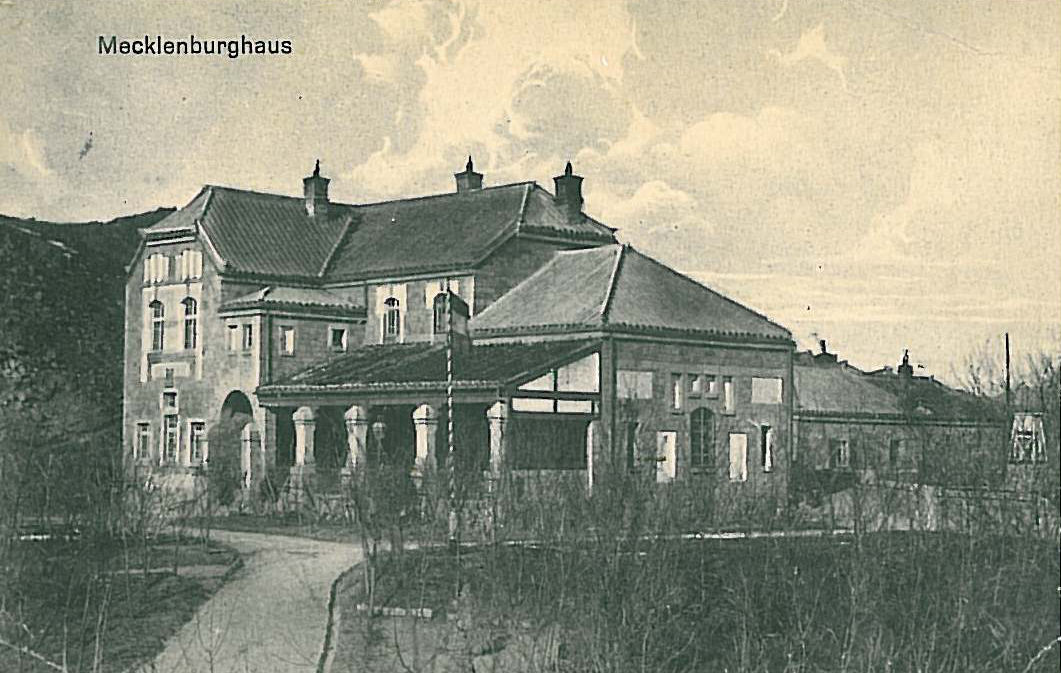
Hauptgebäude des Heims Mecklenburghaus

Das Mecklenburghaus war ein Genesungsheim im Pachtgebiet Kiautschou in der chinesischen Provinz Shandong. Es war eine Stiftung der Deutschen Kolonialgesellschaft und unterstand der Aufsicht des Gouvernementarztes von Kiautschou. Das Heim zählte zu den europäischen Erholungsstationen in den deutschen Kolonien. Es gilt als das erste deutsche Genesungsheim in Asien.

## Lage

Umgebung des Heims Mecklenburghaus im Lao-Shan-Gebirge auf einer frühen Farbfotografie

Das Heim lag im Lao-Shan-Gebirge etwa 450–500 Meter über dem Meer auf dem Tempelpass am Ende des Prinzental circa 33 Kilometer nordöstlich der Hafenstadt Tsingtau (heute Qingdao). Tsingtau war sechs Jahre vor der Eröffnung des Heims zum Hauptort und Verwaltungssitz des deutschen Pachtgebietes geworden. Beide Orte waren durch eine Fahrstraße miteinander verbunden, die von Tsingtau über die Ortschaft Litsun und durch das Herzogin-Elisabeth-Tal führte. Das Gebirge war um 1900 weitgehend entwaldet und litt unter Erosion, der die Kolonialverwaltung mit Aufforstung entgegenwirkte. Die Mittelgebirgslage sollte erkrankten Europäern Linderung verschaffen oder möglichen Leiden durch das subtropische Küstenklima im Süden vorbeugen.

## Geschichte

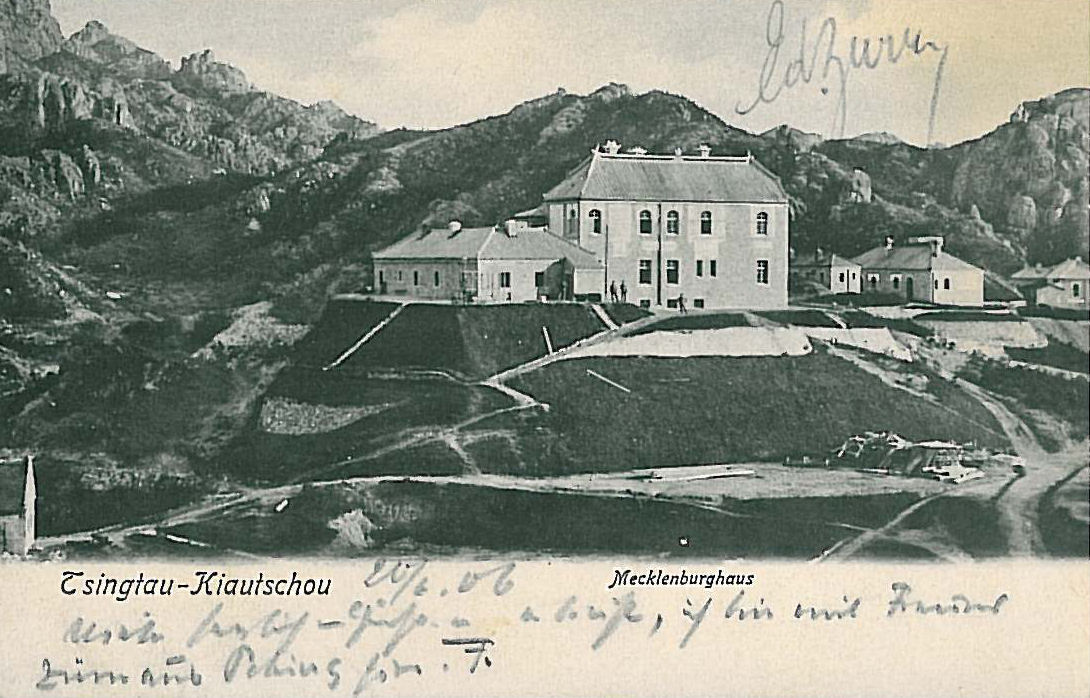
Das Heim Mecklenburghaus mit Nebengebäuden auf einer zeitgenössischen Postkarte

Das Heim wurde in den Jahren 1903 und 1904 durch den deutschen Regierungsbaumeister Pohl errichtet. Es war nicht nach der norddeutschen Region, sondern nach Johann Albrecht, Herzog zu Mecklenburg benannt. Damit sollte seine Förderung der deutschen Kolonialpolitik als Präsident der Deutschen Kolonialgesellschaft geehrt werden. Im Jahr 1910 besuchte der Namensgeber das Mecklenburghaus auch persönlich. Nach anderer Quelle wurde das Heim im Andenken an Luise von Mecklenburg-Strelitz und ihre Familie gebaut.

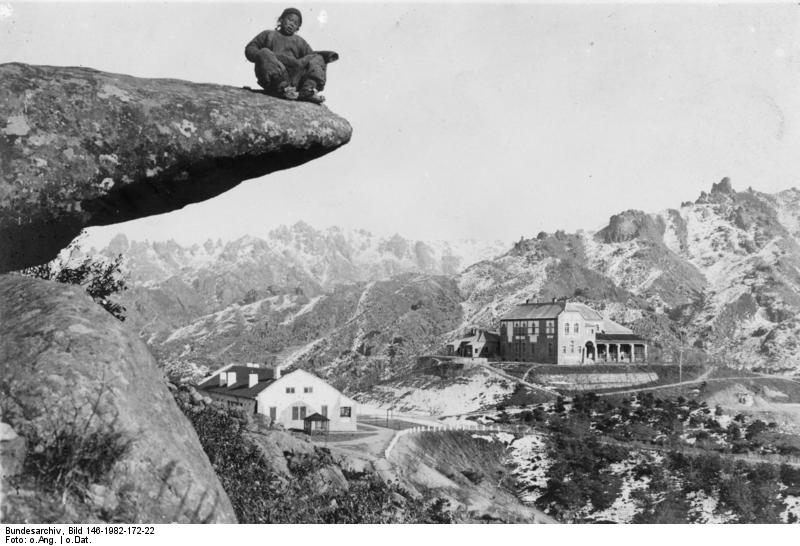
Soldatenheim (links) unterhalb vom Hauptgebäude des Mecklenburghauses (rechts)

Das Richtfest fiel auf den 9. März 1904. Am 1. September 1904 nahm das Mecklenburghaus offiziell den Betrieb auf. Es war eine architektonische Besonderheit, da sich der Baustil der Neubauten im Kiautschou-Gebiet meist nach seinen Nutzern richtete – europäischer Stil für Kolonialisten, asiatischer Stil für Einheimische. Das Mecklenburghaus war hingegen für Gäste aus Europa bestimmt, wies aber im Außenbereich auch chinesische Stilelemente auf. Die Kosten wurden größtenteils durch eine Lotterie aufgebracht. Das Heim bestand aus mehreren Gebäuden, die unterschiedlichen Zwecken dienten. Das Haupthaus war das Wirtschafts- und Verwaltungsgebäude. Es enthielt einen Speisesaal sowie ein Damen-, Lese- und Rauchzimmer. Im Anbau waren Küche und Speisekammer untergebracht sowie Räume des Verwaltungspersonals. Außerdem gab es ein Familienhaus oder großes Logierhaus für Dauergäste, die sogenannten „Pensionäre“. Für den Aufenthalt von Kurzzeitgästen, den sogenannten „Passanten“, gab es das Wandererheim oder kleines Logierhaus. In den Nebengebäuden befanden sich eine Bäckerei, Schlachterei und Wäscherei sowie Stallungen und ein Haus für „Kulis“. Auch eine Kegelbahn stand den Gästen zur Verfügung. Der Komplex hatte ein eigenes Reservoir zur Wasserversorgung. In der Nähe befand sich zudem ein Soldatenheim für deutsche Besatzungs- und Marinesoldaten aus Tsingtau und dem Ostasiengeschwader. Mitglieder der Sektion Bergverein Tsingtau des Deutschen und Österreichischen Alpenvereins erhielten im Mecklenburghaus ermäßigte Unterkunft.
Von 1904 bis 1909 besuchten etwa 1.000 Personen jährlich das Mecklenburghaus. Es nahm keine Akutkranken auf, sondern Genesende und Präventivkurgäste. Ab dem 13. September 1905 betrieb die Deutsche Post in China im Mecklenburghaus eine Postdienststelle, die am 23. Juli 1909 eine Postagentur mit eigenem Poststempel wurde.
Bei der Belagerung von Tsingtau wurden die Gebäude des Heims schwer beschädigt. Nachdem die Japaner das Pachtgebiet besetzt hatten, wurden einige Einrichtungen des Mecklenburghauses teilweise wiederhergestellt und als Krankenhaus weiterbetrieben. In den 1930er Jahren lag der frühere Heimkomplex jedoch in Trümmern. Die letzten Gebäudereste wurden 1987 abgetragen.